# Chapado de oro

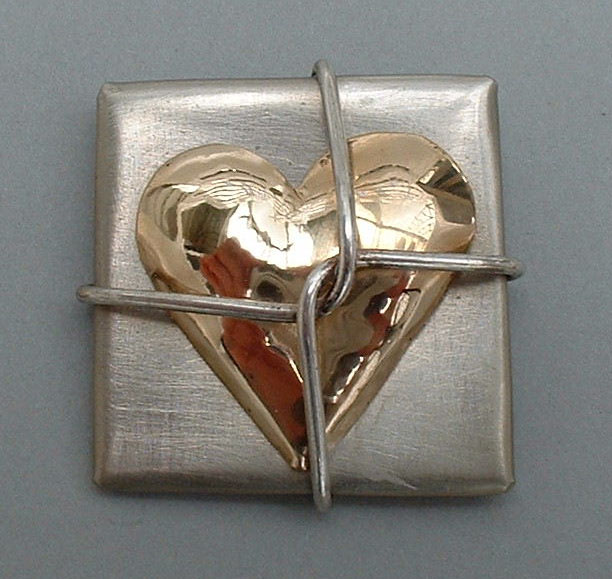
Corazón de oro chapado.

El término gold-filled  (en castellano chapado de oro) identifica un tipo de joyas, generalmente hechas en Estados Unidos, informando sobre su composición de oro 14k GF 1/20. De hecho, el término expresa que en la superficie del objeto está presente una capa de 14 quilates de oro equivalente a 1/20 del peso del objeto.
Este material se fabrica por prensado de una capa que consta de aleación de oro en una base metálica, aunque no procesada, por lo que las joyas permanecen protegidas mucho tiempo, incluso durante décadas, dado que su acabado de oro es mucho más grueso que otros acabados: de 50 a 100 veces más grueso que un revestimiento normal.
La joyería de oro chapado tiene una larga historia, que data de antes del comienzo del siglo XX, siendo un tipo de acabado utilizado ampliamente en Europa hasta la Segunda Guerra Mundial.